# Samsung Galaxy A71
Il Samsung Galaxy A71 è uno smartphone di fascia media prodotto da Samsung, facente parte della serie Samsung Galaxy A.

## Caratteristiche tecniche

### Hardware
Il Galaxy A71 è uno smartphone con form factor di tipo slate, le cui dimensioni sono di 163,6 × 76 × 7,7 millimetri e pesa 179 grammi.
Il dispositivo è dotato di connettività GSM, HSPA, LTE, di Wi-Fi 802.11 a/b/g/n/ac dual-band con supporto a Wi-Fi Direct e hotspot, di Bluetooth 5.0 con A2DP e LE, di GPS con A-GPS, BDS, GALILEO e GLONASS, di NFC (in base al mercato) e di radio FM. Ha una porta USB-C 2.0 e un ingresso per jack audio da 3,5 mm. È stato commercializzato sia in versione mono che dual SIM.
Il dispositivo è dotato di schermo touchscreen capacitivo da 6,7 pollici di diagonale, di tipo S-AMOLED+ con aspect ratio 20:9, angoli arrotondati e risoluzione Full HD+ 1080 × 2400 pixel (densità di 393 pixel per pollice), protetto da un vetro Gorilla Glass 3. Il frame laterale e il retro sono in plastica.
La batteria agli ioni di litio da 4500 mAh non è removibile dall'utente. Supporta la ricarica rapida a 25 watt.
Il chipset è un Qualcomm Snapdragon 730. La memoria interna di tipo UFS 2.1 è di 128 GB, mentre la RAM è di 6/8 GB.
La fotocamera posteriore ha un sensore principale da 64 megapixel, con apertura f/1.8, uno da 12 MP grandangolare, uno da 5 MP macro e uno da 5 MP di profondità, è dotata di autofocus PDAF, modalità HDR e flash LED, in grado di registrare al massimo video 4K a 30 fps, con stabilizzazione gyro-EIS, mentre la fotocamera anteriore è singola da 32 megapixel, con HDR e registrazione video 4K a 30 fps.

### Software
Il sistema operativo è Android 10. Ha l'interfaccia utente One UI 2.0, poi aggiornata alle versioni 2.1 e 2.5.
A partire da marzo 2021 inizia a ricevere Android 11 con One UI 3.1.
Tra la fine di marzo e aprile 2022 viene aggiornato ad Android 12 con One UI 4.1.firmware
A inizio dicembre del 2022 viene aggiornato ad Android 13 con One UI 5.0 e 5.1

## Varianti

### Galaxy A71 5G
Il Samsung Galaxy A71 5G, commercializzato a giugno 2020, differisce dall'A71 principalmente per la presenza del supporto alle reti 5G, per il frame laterale in alluminio e per il chipset Samsung Exynos 980.
Lo smartphone è stato immesso sul mercato con Android 10 e One UI 2.1, successivamente aggiornata alla versione 2.5.
Da febbraio 2021 inizia a ricevere Android 11 con One UI 3.0, mentre da marzo 2021 inizia a ricevere la One UI 3.1.
Da fine marzo 2022 viene aggiornato ad Android 12 con One UI 4.1 a partire dai modelli destinati agli Emirati Arabi Uniti.

### Galaxy A Quantum
Il Samsung Galaxy A Quantum, presentato e commercializzato a maggio 2020, è quasi del tutto uguale all'A71 5G, da cui differisce per l'assenza della radio FM e del taglio da 6 GB di RAM e, soprattutto, per la presenza del chip di sicurezza quantistico (da qui il nome Quantum) SKT IDQ S2Q000, sviluppato dalla società svizzera ID Quantique, che genera numeri casuali da usare per ottenere chiavi crittografiche che sarebbero meno prevedibili e più sicure.

### Galaxy A71 5G UW
Il Samsung Galaxy A71 5G UW, commercializzato a luglio 2020, differisce dall'A71 5G per l'assenza di NFC, radio FM e taglio da 6 GB di RAM e per la presenza del chipset Snapdragon 765G. Inoltre, è sponsorizzato e adattato alla ricezione delle reti 5G di Verizon.